# US 7
US 7 (U.S. Route 7) — скоростная автомагистраль, проходящая по северо-восточной части США, протяжённостью 496,26 километра. Проходит по территории штатов Коннектикут, Массачусетс и Вермонт.